# Mohammed Amyn
Mohammed Amyn, né le 25 mars 1976, est un athlète marocain.

## Carrière
Dans la catégorie juniors, il est médaillé de bronze du 5 000 mètres aux Championnats d'Afrique juniors d'athlétisme 1994 à Alger ainsi qu'aux Championnats d'Afrique juniors d'athlétisme 1995 à Bouaké, et médaillé de bronze par équipe aux Championnats du monde de cross-country 1994 à Budapest et aux Championnats du monde de cross-country 1995 à Durham,.
En senior, il est médaillé d'argent par équipe en cross court aux Championnats du monde de cross-country 1999 à Belfast. Il est ensuite médaillé de bronze du 1 500 mètres des Jeux panarabes de 1999 à Irbid et médaillé d'or du 5 000 mètres des Jeux de la Francophonie de 2001 à Ottawa. Il est médaillé d'argent par équipe en cross court aux Championnats du monde de cross-country 2001 à Ostende, médaillé d'argent du 5 000 mètres aux Jeux méditerranéens de 2001 à Tunis, médaillé de bronze du 5 000 mètres aux Championnats d'Afrique d'athlétisme 2002 à Radès puis médaillé de bronze du 10 000 mètres des Jeux panarabes de 2004 à Alger. Il termine 18e du 10 000 mètres masculin aux Jeux olympiques d'été de 2004 à Athènes et 20e du 10 000 mètres masculin aux championnats du monde d'athlétisme 2005 à Helsinki. Il obtient la médaille d'or du 10 000 mètres aux Jeux méditerranéens de 2005 à Almeria. Il remporte deux médailles d'or aux Championnats panarabes d'athlétisme 2007 à Amman, sur 5 000 mètres et sur 10 000 mètres puis la médaille d'argent du 10 000 mètres aux Jeux méditerranéens de 2009 à Pescara,.